# Асоциация на българските железопътни превозвачи
Асоциацията на българските железопътни превозвачи (АБЖП) е бивша организация с идеална цел, обединяваща 7 фирми железопътни превозвачи, които през 2013 г. съвкупно извършват над 45% от товарните железопътни превози и 50% от обема на извършената работа в България.

## История
Асоциацията е учредена на 26 януари 2010 г. с председател проф. Симеон Ананиев и седалище в град София. Основните цели, които са поставени пред асоциацията, са да представлява бранша на българските железопътни превозвачи и интермодални оператори и защитава интересите му в страната и чужбина, както и да подпомага развитието и практическото изпълнение на национална транспорта стратегия чрез развитие на железопътните и комбинирани превози. Асоциацията не е пререгистрирана в съда и спира съществуването си през 2020 г.

## Членове
Членове на AБЖП са следните фирми железопътни превозвачи с българско и чуждо участие:
- Българска железопътна компания
- DB Schenker Rail България
- Булмаркет ДМ
- Rail Cargo Austria
- Газтрейд АД
- Експрес сервиз
- Унитранском